# .gov
Pour les articles homonymes, voir gov.

.gov est un domaine de premier niveau commandité réservé aux départements du gouvernement des États-Unis depuis janvier 1985.
Les gouvernements des pays autres que les États-Unis ne disposent pas d'un domaine de premier niveau pour inscrire leurs ministères et institutions. Ces pays utilisent généralement un domaine de deuxième niveau. Par exemple :
- .gov.au en Australie
- .fgov.be en Belgique ;
- .gc.ca au Canada[1] ;
- .gouv.cd en République démocratique du Congo ;
- .gouv.fr en France ;
- .gov.gn en Guinée[2] ;
- .gov.it en Italie[3] ;
- .go.jp au Japon ;
- .gov.ma au Maroc ;
- .gob.mx au Mexique ;
- .gouv.mc à Monaco ;
- .guv.ro en Roumanie[4] ;
- .gov.rs en Serbie[5] ;
- .gov.uk au Royaume-Uni ;
- .gov.ru en Russie[6] ;
- .gouv.sn au Sénégal ;
- .gov.tn en Tunisie.

Les gouvernements autres que les gouvernements nationaux peuvent faire de même avec un sous-domaine d'un domaine de deuxième niveau. Par exemple :
- .gouv.qc.ca dans la province canadienne de Québec.

## Statistiques d'usage
En janvier 2025, environ 13 700 domaines utilisent l'extension .gov.